# Langues à Monaco
La langue officielle de Monaco est le monégasque, mais d’autres langues y sont parlées, notamment le français, la langue nationale des Monégasques. En 1988, Monaco comptait 33 000 habitants, dont 17 400 parlaient monégasque, 5 100 ligure (en fait sa variété de français) et 4 500 occitan. 
Du fait de la diversité de la population, l’italien et l’anglais sont aussi communément compris et parlés.

## Langue officielle

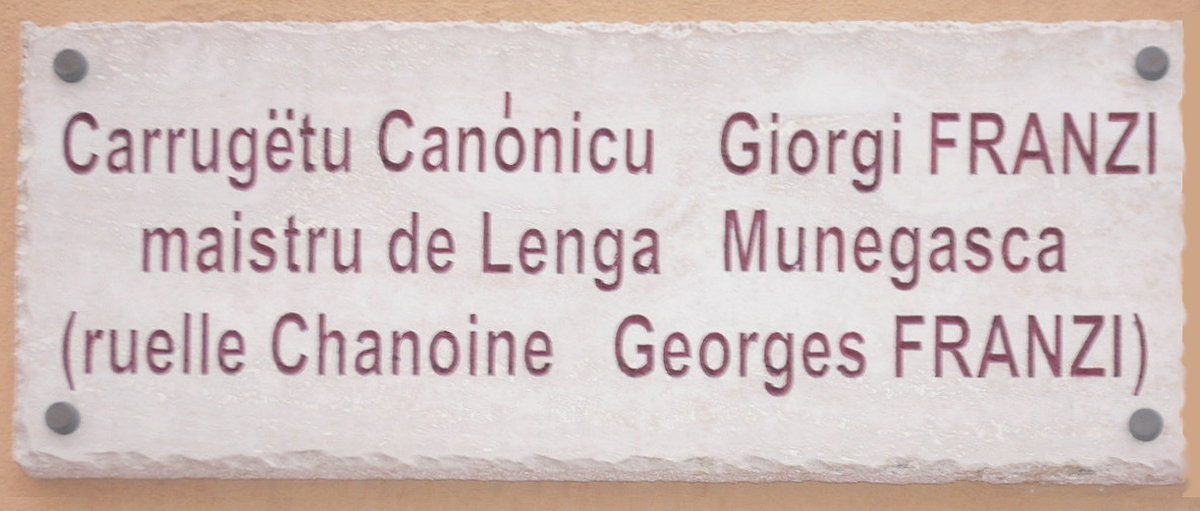
Signalisation bilingue en monégasque et en français.

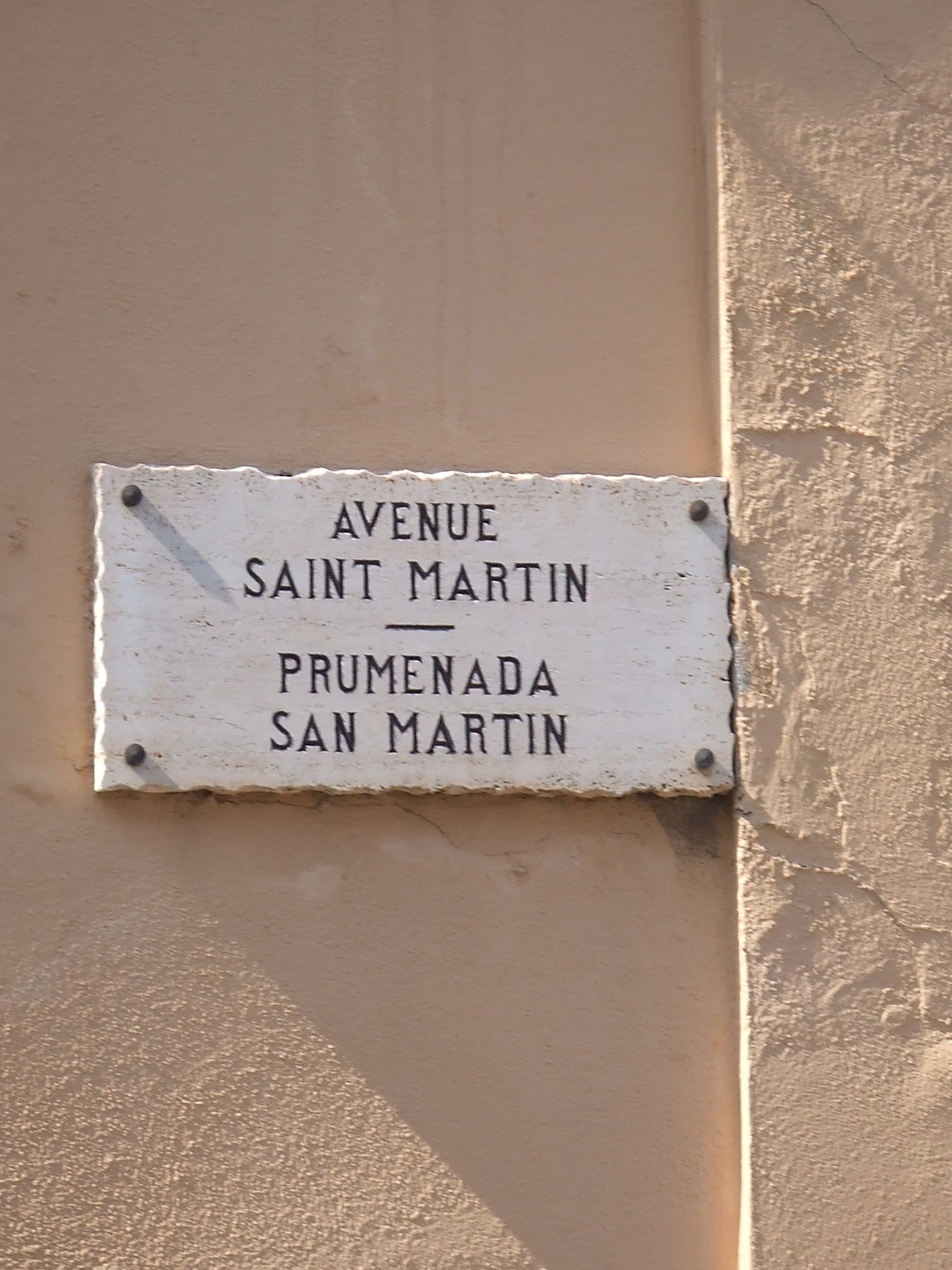
Plaque de rue bilingue franco-monégasque

D’après la Constitution de Monaco de 1962, seul le français est langue officielle et à ce titre, tous les documents officiels des institutions politiques et judiciaires sont publiés dans cette langue. C’est également la langue dominante de la principauté, parlée par environ 58 % de la population. Toutefois l'hymne national est chanté dans sa version en langue monégasque : « C'est enfin le poète monégasque Louis Notari (1879-1961) qui écrivit en 1931 une version en langue monégasque. Elle suit mot à mot le rythme musical et reprend le trio. Ce texte, rédigé dans l'élégante simplicité de l'idiome local est maintenant définitivement adopté et chanté dans diverses manifestations. »

## Langues autochtones

### Ligure (monégasque «officiel»)

Zone géographique du ligurien.

Le monégasque est la langue nationale des Monégasques. Ces derniers représentent seulement 22 % de la population totale, mais ce taux a augmenté de 19 % depuis l’an 2000. Il s’agit d’un dialecte ligurien proche du piémontais, du lombard et de l'émilien-romagnol.
Les Monégasques n’étant qu’une minorité à Monaco, leur langue a été menacée d’extinction dans les années 1970[réf. nécessaire]. Toutefois, le monégasque est désormais enseigné dans les écoles et sa préservation semble assurée[réf. nécessaire]. Dans le vieux Monaco, le nom des rues est indiqué en monégasque et en français.  Lors des cérémonies d’accession au trône en 2005, le prince Albert II de Monaco a adressé un discours à son peuple en monégasque.
La langue, monégasque, appelée ligure monégasque (munegascu), dont le nombre de locuteurs est estimé entre 5 000 et 5 100 (principalement des personnes âgées), est proche de l’intémélien, le parler de Vintimille. Le monégasque est parlé depuis le Moyen Âge (XIIIe siècle), lorsque les Génois se sont établis à Monaco pour en faire une place forte et ont fait appel à des Vintimillois. Les premières traces de textes en cette langue remontent à 1484 dans un extrait des brèves notariales de Jean de Porta. Au XIXe siècle, environ un millier de personnes parlait le monégasque, mais l’usage quotidien de cette langue a beaucoup reculé après la Seconde Guerre mondiale et le monégasque, parlé uniquement par une vingtaine de personnes dans les années 1960-1970, était considéré comme en voie d’extinction. Afin d’endiguer ce déclin, l’enseignement du monégasque est devenu obligatoire dans les écoles primaires publiques de la principauté en 1976, grâce à une initiative du prince Rainier III, et ne le devint dans l'enseignement privé qu'en 1988, puis jusqu’en 5e en 1998. Il reste facultatif au-delà. Aujourd’hui, le monégasque est accepté en option au baccalauréat au lycée Albert-Ier. La réintroduction et l’utilisation du ligure monégasque dans la vie courante ont également un outil d’affirmation de l’identité de Monaco, notamment grâce au Comité des Traditions Monégasques qui a souhaité des aménagements linguistiques dans la ville et a obtenu, à l’instar de nombreuses autres villes qui pratiquent un double affichage français / langue régionale, que les panneaux indiquant l’entrée de la ville portent les inscriptions « Principauté de Monaco / Principatu de Mu̍negu ».
Le territoire de Monaco est un îlot linguistique en domaine occitan. Le monégasque est d’ailleurs une langue à base du génois de l'ouest encore en usage en Ligurie surtout vers Vintimille mais influencée par l’occitan alpin. Il a existé des îlots liguriens en Provence orientale -le figoun, disparu aujourd'hui- dans les communes de Biot et Vallauris, aux environs d'Antibes, Escragnoles à l'ouest de Grasse et Mons dans le Var. C'étaient des colonies liguriennes de repeuplement en terre provençale aux XVe et XVIe siècles venues afin de faire revivre ces villages victimes de la peste et des guerres de religion. Ces parlers étaient très proches du monégasque d'aujourd'hui.

### Occitan

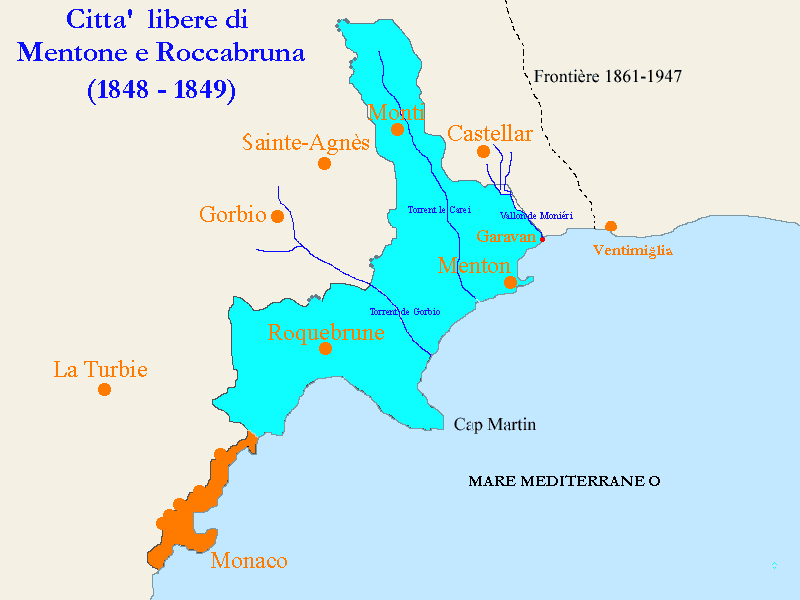
Carte territoriale des Villes libres de Menton et Roquebrune et Monaco en 1848.

L’occitan (Lenga d'òc) fut également traditionnellement parlé à Monaco, notamment lorsque la ville couvrait un territoire plus vaste. Il n’est que rarement employé de nos jours.[réf. nécessaire]
Les attestations certaines de présence de locuteurs pratiquant l'occitan à Monaco datent des XIXe et XXe siècles. La présence de l’occitan dans ses dialectes vivaroalpin et niçois a été établie dans les années 1940 par Raymond Arveiller. Une vingtaine de foyers de locuteurs originaires de Nice et des communes alpines maritimes limitrophes de Monaco : Cap d'Ail, Beausoleil, La Turbie, Roquebrune-Cap Martin et établis dans les quartiers de La Condamine et Monte-Carlo. En 2006, la proportion de locuteurs occitans à Monaco est évalué à 15 %.
Il faut remarquer que la principauté de Monaco comprenait jusqu'en 1848 trois communes : Monaco proprement dit, Roquebrune et Menton. Ces deux dernières communes qui pratiquent le mentonasque et sa variante roquebrunoise (des parlers intermédiaires entre le ligure et un alpin maritime de l'occitan vivaroalpin, appelés rocabrunasc et mentounasc) ont participé au brassage de la population de Monaco (par échanges commerciaux, marchés et par mariages principalement). Ainsi, la population de la principauté d'avant 1860 a pratiqué conjointement les deux langues (monégasque et occitan). Ces communes indépendantes en février 1848 ont été rattachées à la France en septembre 1861 un an après le Comté de Nice.

### Monéguier
Il existe une troisième langue, intermédiaire entre le monégasque « officiel » appris à l'école et l'occitan alpin maritime, la plupart l'appellent « patois de la rue » ou plus rarement « monéguier/muneghié ». Cette langue mélange les apports historiques monégasques, occitans mais aussi issus de l'immigration — par la construction de Monte Carlo et du chemin de fer notamment — comme le piémontais (de la montagne, occitan lui-même ou de la plaine, le piemonteis) ou le génois du pays de Vintimille tout proche.

## Langues importées

### Français
Le français est l’unique langue officielle et la plus répandue de Monaco. C’est le résultat du rôle que la France joue auprès du micro-État, depuis l’annexion de la ville de Nice et du territoire niçois (le territoire environnant Monaco). L’italien est la seconde langue sur le plan ethnique et culturel, de par son appartenance à l’ancien royaume de Sardaigne.

### Italien
L’italien est également couramment parlé à Monaco. Les habitants de nationalité italienne représentent 19 % de la population totale et leur nombre a atteint les 20 % en 2000. L’italien était la langue ancestrale des dirigeants de la famille Grimaldi et la langue officielle de Monaco lorsque la ville était un protectorat du royaume de Sardaigne de 1814 à 1861.
L’italien est également la langue paternelle d’Andrea Casiraghi, Charlotte Casiraghi et Pierre Casiraghi. Ces enfants sont issus du mariage de Caroline de Monaco, princesse de Hanovre et héritière présumée du trône de Monaco, avec Stefano Casiraghi, son deuxième époux, et sont nés dans la ville lombarde de Côme, en Italie.

### Anglais
Il y a également à Monaco une communauté anglophone. Monaco est composée à 9 % d’habitants provenant du Royaume-Uni ou des États-Unis, et comprend, outre les touristes anglophones venant visiter la ville, une part très faible de locuteurs anglophones provenant d’autres pays. Ces derniers sont répertoriés dans la catégorie « autres » ci-dessous. La princesse Grace est née Américaine, et ses trois enfants (y compris le prince régnant) ont grandi en parlant anglais en plus des autres langues.

### Autres
Les habitants de nationalités belge, suisse et allemande représentent chacun environ 2,5 % de la population totale. Les habitants d’« autres » nationalités en constituent une part de 15 %. Monaco regroupe une population issue d’environ 125[réf. nécessaire] pays.